# Sărituri cu schiurile la Jocurile Olimpice de iarnă din 2022 - Echipe mixt
Proba de sărituri cu schiurile, echipe mixt de la Jocurile Olimpice de iarnă din 2022 de la Beijing, China a avut loc pe 7 februarie 2022.

## Program
Orele sunt orele Chinei (ora României + 6 ore).
| Dată        | Ora         | Rundă      |
| ----------- | ----------- | ---------- |
| 7 februarie | 19:45-20:36 | Calificări |
| 7 februarie | 20:51-21:27 | Finala     |

## Rezultate
The final was started at 19:44.
| Loc | Nr. de concurs         | Țară                                                                                  | Runda 1                | Runda 1                       | Runda 1 | Finala                       | Finala                        | Finala                       | Total                        |
| Loc | Nr. de concurs         | Țară                                                                                  | Distanță (m)           | Puncte                        | Loc     | Distanță (m)                 | Puncte                        | Loc                          | Puncte                       |
| --- | ---------------------- | ------------------------------------------------------------------------------------- | ---------------------- | ----------------------------- | ------- | ---------------------------- | ----------------------------- | ---------------------------- | ---------------------------- |
| 1   | 9 9–1 9–2 9–3 9–4      | Slovenia · Nika Križnar · Timi Zajc · Urša Bogataj · Peter Prevc                      | 101,0 97,5 106,0 101,5 | 506,4 126,6 120,4 133,1 126,3 | 1       | 99,5 100,0 101,5             | 495,1 121,5 123,0 124,3 126,3 | 1                            | 1001,5                       |
| 2   | 4 4–1 4–2 4–3 4–4      | COR Irma Makhinia Danil Sadreev Irina Avvakumova Evgenii Klimov                       | 86,0 99,5 92,0 100,5   | 448,8 92,4 124,1 105,8 126,5  | 3       | 81,5 100,5 91,5 103,0        | 441,5 81,4 125,8 103,7 130,6  | 4                            | 890,3                        |
| 3   | 2 2–1 2–2 2–3 2–4      | Canada · Alexandria Loutitt · Matthew Soukup · Abigail Strate · Mackenzie Boyd-Clowes | 84,0 87,0 93,5 101,5   | 415,4 87,6 94,1 108,3 125,4   | 4       | 90,0 89,0 91,5 101,5         | 429,2 101,4 97,1 102,6 128,1  | 5                            | 844,6                        |
| 4   | 6 6–1 6–2 6–3 6–4      | Japonia · Sara Takanashi · Yukiya Satō · Yuki Ito · Ryōyū Kobayashi                   | DS 99,5 93,0 102,5     | 359,9 0,0 122,9 106,9 130,1   | 8       | 98,5 100,5 88,0 106,0        | 476,4 118,9 122,7 97,3 137,5  | 2                            | 836,3                        |
| 5   | 10 10–1 10–2 10–3 10–4 | Austria · Daniela Iraschko-Stolz · Stefan Kraft · Lisa Eder · Manuel Fettner          | DS 102,0 96,0 101,0    | 370,7 0,0 130,2 113,1 127,4   | 6       | 84,0 102,0 90,5 102,0        | 447,3 86,4 131,2 101,8 127,9  | 3                            | 818,0                        |
| 6   | 5 5–1 5–2 5–3 5–4      | Polonia · Nicole Konderla · Dawid Kubacki · Kinga Rajda · Kamil Stoch                 | 75,5 96,0 80,5 99,5    | 386,1 67,8 114,6 78,4 125,3   | 5       | 72,5 101,0 73,5 102,5        | 377,1 61,3 123,6 61,4 130,8   | 6                            | 763,2                        |
| 7   | 3 3–1 3–2 3–3 3–4      | Cehia · Klára Ulrichová · Čestmír Kožíšek · Karolína Indráčková · Roman Koudelka      | 78,5 91,0 78,0 93,0    | 362,5 76,2 104,5 74,3 107,5   | 7       | 73,5 92,5 83,0 92,5          | 360,3 61,5 106,8 84,5 107,5   | 7                            | 722,8                        |
| 8   | 7 7–1 7–2 7–3 7–4      | Norvegia · Anna Odine Strøm · Robert Johansson · Silje Opseth · Marius Lindvik        | 92,0 99,5 91,0 102,5   | 457,4 104,5 123,2 101,4 128,3 | 2       | DS 100,5 DS 100,5            | 250,5 0,0 124,9 0,0 125,6     | 8                            | 707,9                        |
| 9   | 8 8–1 8–2 8–3 8–4      | Germania · Selina Freitag · Constantin Schmid · Katharina Althaus · Karl Geiger       | 88.0 101.0 DSQ 101.5   | 350,9 95,4 127,7 0,0 127,8    | 9       | Nu a avansat în runda finală | Nu a avansat în runda finală  | Nu a avansat în runda finală | Nu a avansat în runda finală |
| 10  | 1 1–1 1–2 1–3 1–4      | China · Dong Bing · Song Qiwu · Peng Qingyue · Zhao Jiawen                            | 76,0 71,5 65,0 74,0    | 229,8 69,4 57,7 42,0 60,7     | 10      | Nu a avansat în runda finală | Nu a avansat în runda finală  | Nu a avansat în runda finală | Nu a avansat în runda finală |